# Nadezhda Shuvayeva
Nadezhda Shuvayeva (en russe : Надежда Александровна Шуваева-Ольхова, Nadejda Aleksandrovna Chouvaïeva-Olkhova) née le 9 septembre 1952 à Barnaoul, dans la kraï de l'Altaï, en Sibérie, est une joueuse soviétique de basket-ball. Elle évolue durant sa carrière au poste d'arrière.

## Palmarès
- Championne olympique 1976
- Championne olympique 1980
- Championne du monde 1975
- Championne du monde 1983
- Championne d'Europe 1974
- Championne d'Europe 1976
- Championne d'Europe 1978
- Championne d'Europe 1980
- Championne d'Europe 1981
- Championne d'Europe 1983